# Heidelberger SC
Der Heidelberger SC ist ein deutscher Sportclub aus Heidelberg. Die Fußballabteilung des 300 Mitglieder starken Clubs steht in der Tradition des ehemaligen Dresdner SC Heidelberg, der von Spielern des Dresdner SC sowie der SG Dresden-Friedrichstadt im Jahr 1952 gegründet wurde. Heimstätte des HSC ist die Sportanlage am Harbigweg.

## Abteilung Fußball
Die Gründung des heutigen Heidelberger SC geht auf die 1950 erfolgte Zwangsauflösung der SG Dresden-Friedrichstadt zurück. Die Spieler des aktuellen DDR-Vizemeisters sollten daraufhin in die unterklassige VVB Tabak Dresden integriert (und diese in die Oberliga befördert) werden. Aus Protest gegen diese Entscheidung verließen nahezu alle noch verbliebenen Spieler die DDR und wechselten zum Großteil zu Hertha BSC. Eine Rolle spielte dabei auch die Einführung des Vertragsspieler-Statuts in der Stadtliga. Finanzielle Probleme der Berliner ließen etliche Dresdner Spieler jedoch nach Heidelberg weiterziehen, wo sie sich 1951 der TSG Heidelberg 1878 anschlossen.
Noch im selben Jahr lag dem Verbandstag des Süddeutschen Fußball-Verbandes ein Antrag vor, den bisherigen Bezirksligisten auf Grund seiner Dresdner Zugänge in die II. Liga Süd zu befördern. Dies wurde jedoch aus formalen Gründen abgelehnt, weil es ein ungewöhnlicher Präzedenzfall gewesen wäre.
Im ersten Jahr agierte die Mannschaft als selbständige Abteilung innerhalb von Heidelberg 1878 in der A-Klasse. Die TSG war trotz hoher Zuschauerzahlen allerdings nicht in der Lage, die von den Sachsen anvisierte 2. Liga finanziell zu realisieren. Hinzu kamen Differenzen mit anderen Lokalvereinen Heidelbergs. Bereits in der Folgesaison lösten sich die Dresdner aus der TSG heraus und gründeten 1952 den Dresdner SC Heidelberg in Anlehnung an den Dresdner SC. Der DSC wurde in der Spielzeit 1952/53 in die Amateurliga Nordbaden eingegliedert, in der hinter dem FV Daxlanden und dem FV Hockenheim 08 der dritte Rang erreicht wurde. In der Folgezeit hielt der DSC die Amateurliga noch bis zur Saison 1957/58 mit überwiegend gesicherten Mittelfeldplätzen, viele Spieler der alten SG Dresden-Friedrichstadt hatten Heidelberg allerdings bis zum Abstieg wieder verlassen.
Im Jahr 1968 fusionierte der Dresdner SC Heidelberg mit den Freien Turnern Heidelberg zum Heidelberger SC. Der HSC spielte im Anschluss stets unterklassig im Lokalfußball des Rhein-Neckar-Kreises, eine Rückkehr in höhere Ligen gelang nicht mehr. Jedoch gelang zwischen den Jahren 2021 und 2023 der Durchmarsch von der Kreisklasse B in die Kreisliga Heidelberg, womit der Heidelberger SC ab der Saison 2023/24 in der höchsten Spielklasse des Kreises Heidelberg vertreten ist. 
Die Fußballabteilung ist aktuell stetig am Wachsen und kann auch sportliche Erfolge vorweisen. Mittlerweile trainieren und spielen je drei Damen- und Herrenmannschaften am Harbigweg und die Jugend stellt durchgehend Mannschaften von den Bambini bis zur C-Jugend. 

## Statistik
Herren
- Teilnahme Amateurliga Nordbaden: 1952/53 bis 1957/58
- Aufstieg in die Kreisklasse B Heidelberg 2012/13
- Aufstieg in die Kreisklasse A Heidelberg 2021/22
- Meister Kreisklasse A Heidelberg 2022/23 und Aufstieg in die Kreisliga Heidelberg

Damen
- Meister Landesliga / bfv-Frauen Landesliga KF MA/HD 2013/14

## Personen
- Hans Kreische wechselte 1954 vom DSC Heidelberg zurück in seine Heimatstadt und spielte für Dynamo Dresden. Während seiner DSC-Zeit war er in der Amateur-Auswahl Nordbadens zum Einsatz gekommen.
- Als der DSC am 22. Juli 1951 gegen eine Kreisauswahl sein erstes Spiel austrug, wirkten die ehemaligen Friedrichstädter und Herthaner Jungnickel, Kunstmann, Hövermann, Max und Hans Kreische, Seifert und Küchenmeister mit. Auch aus Dresden stammten Ullrich (zuletzt Tabak, vorher Friedrichstadt) und Werner Pohl (VP Dresden, später Phönix Ludwigshafen, nicht zu verwechseln mit Herbert Pohl).[3]